# Học viện Mỹ thuật Jan Matejko
Học viện Mỹ thuật Jan Matejko ở Krakow (tiếng Ba Lan: Akademia Sztuk Pięknych im. Jana Matejki w Krakowie Jana Matejki w Krakow, thường được viết tắt là ASP) , là một tổ chức giáo dục đại học công cộng nằm ở trung tâm thành phố Kraków, Ba Lan. Đây là học viện mỹ thuật lâu đời nhất của Ba Lan, được thành lập vào năm 1818 và được trao quyền tự chủ hoàn toàn vào năm 1873. 
ASP là một trường đại học nhà nước cung cấp các chương trình thạc sĩ theo chương trình 5 và 6 năm. Tính đến năm 2007, giảng viên của Học viện bao gồm 94 giáo sư và trợ lý giáo sư cũng như 147 tiến sĩ.

## Lịch sử
Học viện Mỹ thuật (ASP) ban đầu là một phân ngành của Khoa Văn học của Đại học Jagiellonia và ban đầu (1818 Ném1873) được gọi là Trường Vẽ và Tô màu (Szkoła Rysunku i Malarstwa). Trong số các giáo viên ban đầu của nó có nhà tân cổ điển Ba Lan Antoni Brodowski, và Franciszek Ksawery Lampi, một nghệ sĩ vẽ tranh phong cảnh và chân dung nổi tiếng thế giới đến từ Vương quốc Lập hiến Ba Lan, trong đó có các sinh viên đáng chú ý nhất là Wojciech Korneli Stattler (giáo viên của Jan Matejko) và Piotr Michałowski, nghệ sĩ bậc thầy của Thời kỳ lãng mạn.
ASP nhận được tư cách của một tổ chức độc lập về học tập cao hơn vào năm 1873 với tên gọi Trường Mỹ thuật (Szkoła Sztuk Piknych). Chủ tịch đầu tiên của Học viện là họa sĩ Jan Matejko, người đã đưa các họa sĩ hàng đầu khác làm giáo sư bao gồm Jan Nepomucen Głowacki, họa sĩ phong cảnh nổi bật nhất đầu thế kỷ 19 ở Ba Lan, cũng như Florian Cynk, Aleksander Gryglewski và Leopold Loeffler, thành viên của Học viện Mỹ thuật Vienna. Tòa nhà chính dựa trên thiết kế tân cổ điển của kiến trúc sư Maciej Moraczewski đã được dựng lên tại Quảng trường Matejko ngày nay vào năm 1879. Vào năm 1893-1895, hiệu trưởng của trường là Władysław Luszczkiewicz (một giáo viên khác của Jan Matejko và sau đó là cộng sự thân cận của ông), người cũng là người bảo quản các di tích kiến trúc trong thành phố.
Sau cái chết của Jan Matejko vào năm 1893, Chủ tịch tiếp theo được bầu vào năm 1895 là Julian Fałat, người vẫn ở vị trí của mình cho đến năm 1909. Fałat đã cho Học viện một hướng đi mới bằng cách thuê các giảng viên nghệ thuật mới gắn liền với các triết lý nghệ thuật phương Tây đương đại; họa sĩ như Teodor Axentowicz, Jacek Malczewski (cha đẻ của phong cách tượng trưng ở Ba Lan), Jan Stanisławski, Leon Wyczółkowski, Konstanty Laszczka, Józef Mehoffer, Stanisław Wyspianski (một trong những người đầu tiên ở châu Âu hoạt động trong tất cả các thể loại), Wojciech Weiss, và Józef Pankiewicz.
Nhân kỷ niệm 100 năm thành lập, năm 1979, Học viện được đặt tên của Jan Matejko, người sáng lập và chủ tịch đầu tiên của trường, người đã đóng góp rất lớn cho di sản nghệ thuật của nó.
Năm 2008, Học viện đã gia nhập Icograda (Hội đồng quốc tế của Hiệp hội thiết kế đồ họa) và trở thành thành viên giáo dục đầu tiên của tổ chức đó ở Ba Lan.

## Khoa
- Khoa hội họa 
  - Bộ môn tô màu
  - Bộ mônvẽ
  - Bộ môn bổ sung
  - Bộ môn thiết kế sân khấu
- Khoa điêu khắc 
  - Bộ môn Điêu khắc (I, II)
  - Bộ môn Vẽ

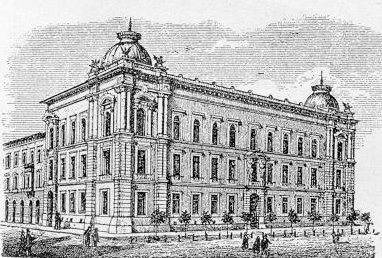
Khắc của thế kỷ 19 của Học viện, sau đó được đặt tên là "Trường vẽ và hội họa Kraków"

  - Bộ môn Kiến trúc-Thiết kế Điêu khắc
- Khoa thiết kế nội thất
- Khoa Intermedia
- Khoa thiết kế công nghiệp 
  - Bộ môn truyền thông hình ảnh
  - Bộ môn thiết kế sản phẩm
- Khoa đồ họa 
  - Bộ môn đồ họa
  - Bộ môn thiết kế đồ họa
  - Bộ môn Vẽ và tô
- Khoa bảo tồn nghệ thuật
- Khoa lịch sử nghệ thuật liên ngành

## Giảng viên đáng chú ý
- Miłosz Horodyski

## Sinh viên tốt nghiệp đáng chú ý
| - Bronislaw Abramowicz - Teodor Axentowicz - Władysław T. Benda - Tadeusz Brzozowski - Henryk Gotlib - Zbylut Grzywacz - Wojciech Jerzy Has - Maria Jarema - Tadeusz Kantor - Carl Krull - Ephraim Moses Lilien - Tadeusz Makowski - Jacek Malczewski | - Anton Manastyrski - Józef Mehoffer - Henryk Minkiewicz - Igor Mitoraj - Abraham Neumann - Jerzy Nowosielski - Józef Pankiewicz - Roman Petrović - Roman Polanski - Stanislaw Przespolewski - Tadeusz Rychter - Edward Rydz-Śmigły | - Czesław Słania - Adam Studziński - Boguslaw Szwacz - Zoja Trofimiuk - Petar Tiješić - Ivan Trush - Andrzej Wajda - Wojciech Weiss - Leon Wyczółkowski - Stanisław Wyspiański - Mariusz Zaruski - Wilhelm Sasnal |

| Axentowicz                                                    | Falat | Malczewski | Matejko | Wyczółkowski | Wyspiański |
| Ảnh tự sướng của các giáo sư và sinh viên tốt nghiệp hàng đầu |       |            |         |              |            |